# Луси Фоли
Луси Фоли (на английски: Lucy Foley) е английска писателка на произведения в жанра исторически роман и трилър.

## Биография и творчество
Луси Фоли е родена през 1986 г. в Съсекс, Англия. Следва английска филология в Лондонски университетски колеж и в университета на Дърам. След дипломирането си работи като редактор в Headline Publishing Group и в Hodder & Stoughton. Опитът ѝ като редактор я мотивира сама да започне да пише.
Първият ѝ роман „Книгата на изгубените и намерените“ (The Book of Lost and Found) е издаден през 2015 г. Той е история за млада жена, която търси историята за починалата си майка.
През 2020 г. е издаден романът ѝ „Списъкът“. На безлюден остров край бреговете на Ирландия се състои бляскава сватба, в която младоженецът е изгряваща телевизионна звезда, а булката – умна и амбициозна собственичка на списание. Но нещо в отношенията на присъстващите не е съвсем нормално, а когато се появява и труп, следва лавина от събития и обрати. Романът става бестселър в списъка на „Ню Йорк Таймс“ и „Вашингтон Поуст“.
Луси Фоли живее със семейството си в Лондон.

## Произведения

### Самостоятелни романи
- The Book of Lost and Found (2015)[1][2][3]
- The Invitation (2016)
- Last Letter from Istanbul (2018)
- The Hunting Party (2018)
- The Guest List (2020)
Списъкът, изд.: „Софтпрес“, София (2021), прев. Милена Илиева
- The Paris Apartment (2022)

### Сборници
- Marple (2022) – с Наоми Олдерман, Лий Бардуго, Агата Кристи, Алиса Коул, Ели Грифитс, Натали Хейнс, Джийн Куок, Вал Макдермид, Карън Макманъс, Дреда Сей Мичъл, Кейт Мос и Рут Уеър[1]